# Negenborn
Negenborn település Németországban, azon belül Alsó-Szászország tartományban. Lakosainak száma 669 fő (2023. december 31.).

## Népesség
A település népességének változása:
| Lakosok száma | 700  | 682  | 675  | 688  | 667  | 665  | 669  |
|               | 2014 | 2016 | 2017 | 2019 | 2021 | 2022 | 2023 |